# Siegfried Punt
Siegfried Punt (* 26. Februar 1881 auf Gut Mittelfaulbrück, Kreis Reichenbach; † 5. Oktober 1960 in Göttingen) war ein deutscher Konteradmiral.

## Leben
Siegfried Punt wurde in Schlesien geboren. Er trat am Anfang 1899 der preußischen Marine als Seekadett bei und erhielt seine Grundausbildung auf dem Schulschiff Moltke. Kurze Zeit später wurde er zum Fähnrich zur See befördert. Nach mehreren Bordeinsätzen erfolgte im April 1902 seine Beförderung zum Leutnant zur See. Anschließend diente er auf unterschiedlichen Schiffen als Wachoffizier und Artillerieoffizier, u. a. auf der Fürst Bismarck.
Am 27. Januar 1916 wurde er zum Korvettenkapitän befördert. Nach dem Ersten Weltkrieg wurde Punt 1918 das Eiserne Kreuz 2. Klasse verliehen. Nach dem Kieler Matrosenaufstand befragte er zwei Kapitänleutnants nach dem Verhalten ihrer Vorgesetzten während des Aufstands. Konteradmiral Hans Küsel, der darüber berichtete, sah darin eine vom Chef der Admiralität Adolf von Trotha initiierte Zersetzung des Seeoffizierscorps. Punt wurde Kommandeur der Schiffs-Artillerie Schule Kiel und in dieser Position Anfang 1921 Fregattenkapitän, später Kapitän zur See und am 30. November 1928 wurde er zu seinem Ruhestand hin zum Konteradmiral befördert.
Am 23. Mai 1939, zu dieser Zeit wohnhaft in Geismar, wurde er aus dem Ruhestand wieder in der Kriegsmarine aufgestellt. Im Zweiten Weltkrieg wurde er erst in Norwegen als Beauftragter der Waffenfabrik Kongsberg, später als Oberwerftdirektor der Kriegsmarinewerft in Bordeaux eingesetzt und kam schließlich zur Führerreserve. Am 31. Januar 1943 wurde er endgültig in den Ruhestand versetzt.
Siegfried Punt war verheiratet und Vater von fünf Kindern.

## Publikationen
- Elektrotechnisches Merkbuch für Artillerie-Spezialisten der Kaiserlichen Marine. Mittler, Berlin 1914 [2., verm. u. verb. Aufl. 1918].
- Die Überlegenheit der deutschen Schiffsartillerie im Weltkrieg. In: Marine-Rundschau, Jg. 30 (1925), S. 205–219
- Leitfaden für den Artillerieunterricht in der Reichsmarine. Teil 1: Ballistik. Bearb. im Auftrag der Marineleitung, Mittler, Berlin, 1931.
- Leitfaden für den Artillerieunterricht in der Reichsmarine. Teil 2: Geschützmechanik. Bearb. zus. mit Walter Tschiersch im Auftrag und unter Mitw. der Marineleitung, Mittler, Berlin, 1933.